# Fritz Einwald
Fritz Einwald (* 19. Juni 1907 in Thiergarten; † 13. Februar 1967 in Singen am Hohentwiel) war ein deutscher Politiker (FDP/DVP).
Einwald, der römisch-katholischen Glaubens war, war von Beruf Forstmeister. Zum 1. Mai 1933 trat er der NSDAP bei (Mitgliedsnummer 3.045.830), hatte die Partei aber spätestens Mai 1935 wieder verlassen. Er gehörte von 1960 bis 1964 für die FDP/DVP dem Landtag Baden-Württemberg an. Er war seit 1927 Mitglied der katholischen Studentenverbindung F.A.V. Rheno-Guestfalia (Hann. Münden).